# 9077 Ildo
9077 Ildo è un asteroide della fascia principale. Scoperto nel 1994, presenta un'orbita caratterizzata da un semiasse maggiore pari a 2,6908324 UA e da un'eccentricità di 0,1759819, inclinata di 11,94670° rispetto all'eclittica.